# 公孫賀
公孫 賀（こうそん が、生年不詳 - 紀元前91年）は、前漢の人。字は子叔。北地郡義渠道の人。武帝の時の将軍・丞相。

## 略歴
祖父の公孫昆邪は景帝の時に隴西郡守となり、呉楚七国の乱の時には将軍となって功績を挙げ、平曲侯となった。また兵書を著している。しかし後に罪があって侯を剥奪された。
公孫賀は若くして騎士として従軍して功を立て、武帝が皇太子の時に太子舎人となった。武帝が即位すると太僕に昇進した。
公孫賀の妻の衛君孺は衛子夫の姉であり、そこから重用されるようになり、太僕のまま軽車将軍・車騎将軍・左将軍・浮沮将軍などになって匈奴と戦った。その功で列侯となるが罪があって剥奪された。
太初2年（紀元前103年）、前任者石慶の死により丞相に任命される。石慶以前の丞相3人（李蔡・荘青翟・趙周）が続けて罪を得て死んでいることから、公孫賀は丞相を拝命する際に泣いて「私は馬にまたがり矢を射ることで官にあった田舎者ですから、丞相の器ではありません」と申し出たが、武帝が辞退を許さなかったためやむを得ず拝命した。
公孫賀が丞相となると息子（衛君孺の子）の公孫敬声が太僕となった。公孫敬声は皇后の甥であることを笠に着て不法行為に手を染め、発覚して獄に下された。公孫賀はお尋ね者だった「大侠」と呼ばれる朱安世を捕らえることで子の罪を購おうとし、朱安世の逮捕に成功したが、朱安世は獄中から公孫敬声と陽石公主の密通や巫蠱により皇帝を呪っている事を告発した。公孫賀・公孫敬声親子はこれにより獄に下され、征和2年（紀元前91年）、獄死した（巫蠱の禍）。
なお、公孫賀の丞相在任期間は足掛け13年に及び、これは丞相のみの在任期間としては前漢の丞相で最長である（蕭何は途中で相国になっている）。